# Ratusz w Świebodzinie
Ratusz w Świebodzinie – budynek pochodzi z XVI wieku. Przebudowany został w XIX wieku. W nim ma siedzibę Muzeum Regionalne oraz Urząd Stanu Cywilnego i Spraw Obywatelskich, także Rada Miasta. Pierwotną budowlę wybudowano w końcu XIV wieku w centralnym punkcie rynku. Pierwotnie była to budowla dwutraktowa, zapewne drewniana. 
W czasie wielkiego pożaru miasta w 1541 roku uległ zniszczeniu; odbudowany w kształcie budynku trzytraktowego, dwukondygnacyjnego z dwiema wieżami. W XIX wieku został przebudowywany: W 1827 roku. rozebrano jedną z wież – północną. 

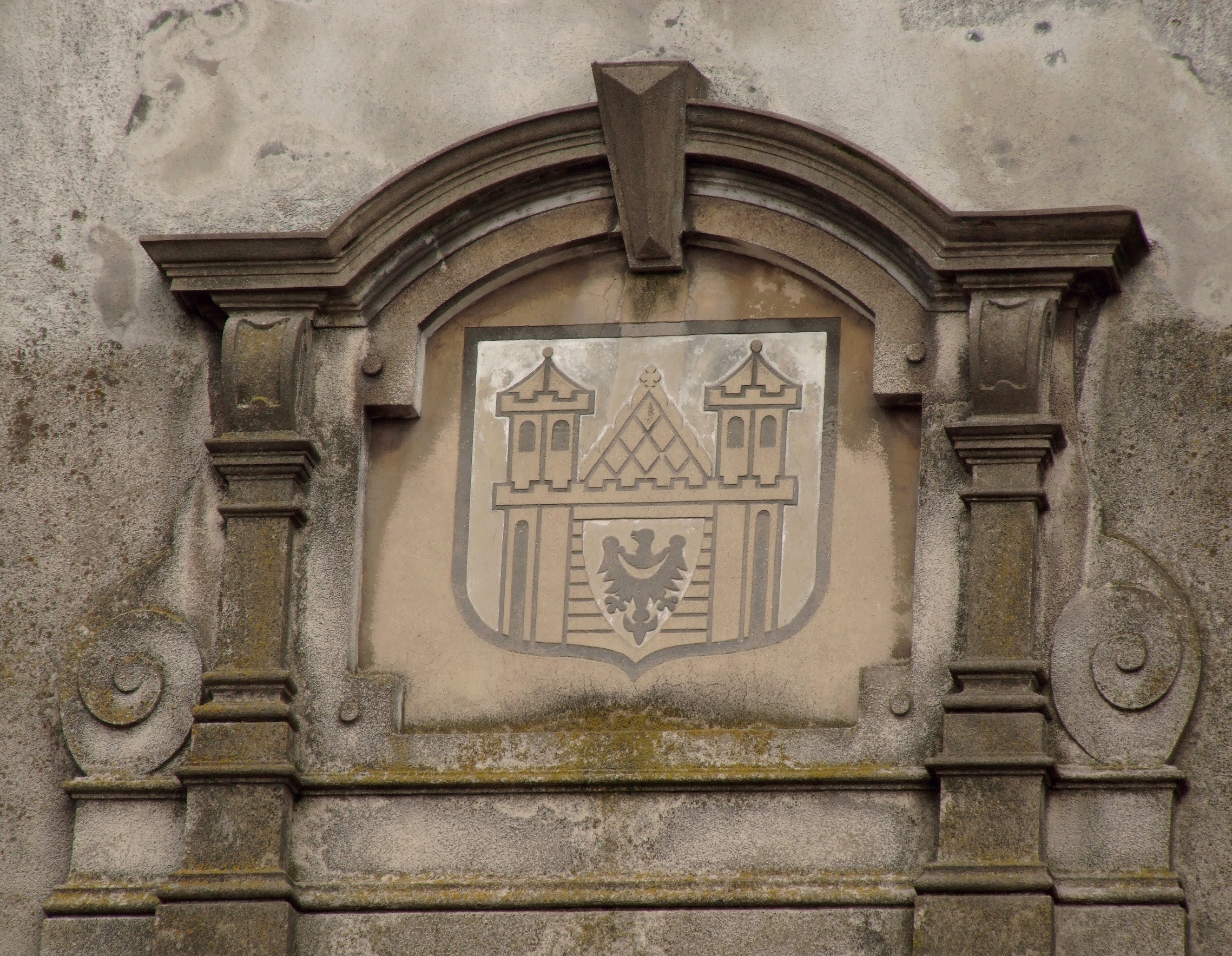
Wizerunek herbu na wieży ratuszowej

Elewację opracowano w neostylowych formach nawiązujących do gotyku i renesansu, wieżę zwieńczono krenelażem. W piwnicach zachowały się najstarsze elementy – kamienne sklepienia beczkowe oraz ceglane: krzyżowo-żebrowe i gwiaździste obecne także w kilku salach na parterze budynku.
Codziennie, po wybiciu godziny dwunastej, z wieży puszczany jest Hejnał Świebodzina, autorstwa Edmunda Wilgockiego.